# Лінденгерст (Нью-Йорк)
Лінденгерст (англ. Lindenhurst) — селище (англ. village) в США, в окрузі Саффолк штату Нью-Йорк. Населення — 27 148 осіб (2020).

## Географія
Лінденгерст розташований за координатами 40°41′9″ пн. ш. 73°22′18″ зх. д. / 40.68583° пн. ш. 73.37167° зх. д. (40.685751, -73.371594).  За даними Бюро перепису населення США в 2010 році селище мало площу 9,89 км², з яких 9,74 км² — суходіл та 0,15 км² — водойми.

## Демографія
Згідно з переписом 2010 року, у селищі мешкали 27 253 особи в 9316 домогосподарствах у складі 7046 родин. Густота населення становила 2757 осіб/км².  Було 9665 помешкань (978/км²).
Расовий склад населення:
| - 92,1 % — білих - 1,9 % — азіатів - 1,5 % — чорних або афроамериканців - 0,1 % — корінних американців - 2,6 % — осіб інших рас |

До двох чи більше рас належало 1,6 %. Частка іспаномовних становила 9,7 % від усіх жителів.
За віковим діапазоном населення розподілялося таким чином: 22,5 % — особи молодші 18 років, 65,4 % — особи у віці 18—64 років, 12,1 % — особи у віці 65 років та старші. Медіана віку мешканця становила 40,3 року. На 100 осіб жіночої статі у селищі припадало 94,6 чоловіків;  на 100 жінок у віці від 18 років та старших — 91,9 чоловіків також старших 18 років.
Середній дохід на одне домашнє господарство  становив 95 886 доларів США (медіана — 83 532), а середній дохід на одну сім'ю — 107 618 доларів (медіана — 94 432). Медіана доходів становила 60 839 доларів для чоловіків та 44 397 доларів для жінок. За межею бідності перебувало 5,8 % осіб, у тому числі 8,4 % дітей у віці до 18 років та 7,0 % осіб у віці 65 років та старших.
Цивільне працевлаштоване населення становило 14 825 осіб. Основні галузі зайнятості: освіта, охорона здоров'я та соціальна допомога — 20,1 %, роздрібна торгівля — 14,7 %, науковці, спеціалісти, менеджери — 10,5 %, будівництво — 8,5 %.